# Salón Literario
Salón Literario se llamó, en Buenos Aires, Argentina, a las reuniones que en 1837 realizaban para el intercambio de ideas de los intelectuales de la época, conocidos como la Generación del 37, que  estaban gestando el movimiento romántico en dicha ciudad.
Marcos Sastre fue el principal gestor de estas reuniones en las que la burguesía buscaba canales para expresar su preocupación por el destino del país.
Fue disuelto luego de seis meses de su creación debido a reiterados llamados de atención de portavoces del gobierno, en aquel entonces a mano de Juan Manuel de Rosas.

## Historia
Se reunían en una casa situada en la calle Victoria (hoy Hipólito Yrigoyen), cercana a la Plaza de la Victoria. Los participantes habituales del Salón eran jóvenes interesados en la cultura, la política y el progreso científico: Miguel Cané (padre), Juan Bautista Alberdi, Juan María Gutiérrez, Esteban Echeverría, Vicente Fidel López, Marcos Sastre, Pedro de Angelis, Felipe Senillosa, etc. Sus tertulias se orientaban inicialmente a discutir sobre literatura, arte y moda, influidos por el auge del romanticismo en Europa. Secundariamente también discutían sobre cultura y política, temas que gradualmente se volvieron centrales.
Aunque cerrado, a los seis meses de su creación, por presiones del gobierno, logró echar las bases de un movimiento político, liderado por Esteban Echeverría,  quien fundó y presidió la «Asociación de la Joven Generación Argentina», luego «Asociación de Mayo».